# سلول زایا

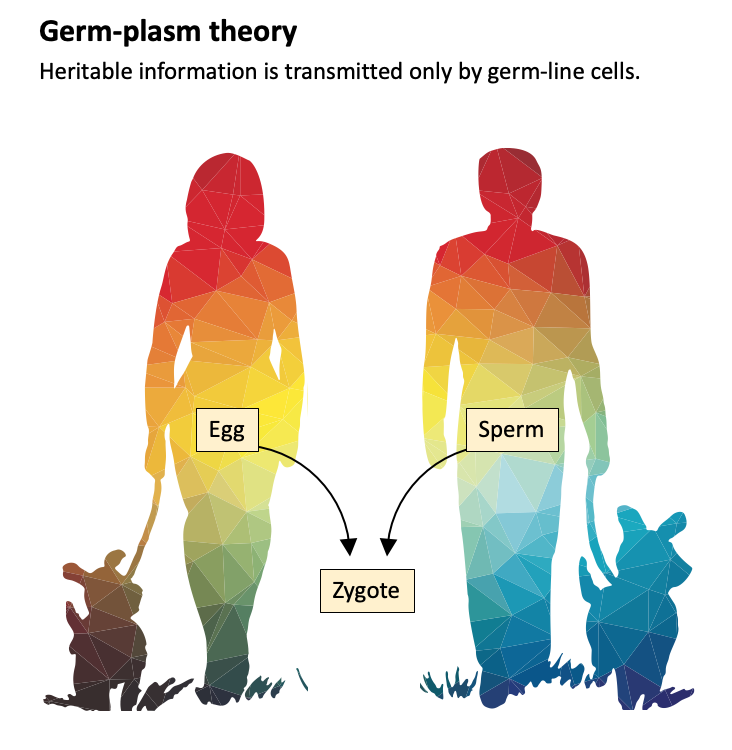
تولید مثل جنسی

سلول‌های زایشی یا سلول‌های ردهٔ زایا (به انگلیسی: Germ cells) سلول‌هایی هستند که طی تولید مثل جنسی با تقسیم میوز، به گامت‌های نر (اسپرم) یا گامت‌های ماده (تخمک) تمایز می‌یابند. این سلول‌ها در بیشتر جانوران، در دوران رویانی منشأ پیدا می‌کنند. بر خلاف جانوران، سلول‌های زایشی در گیاهان مانند مریستم‌ها در گیاهان گلدار، در دوران بلوغ گیاه، از سلول‌های سوماتیک گیاهی تکوین و تمایز پیدا می‌کنند.

## بیماری‌ها

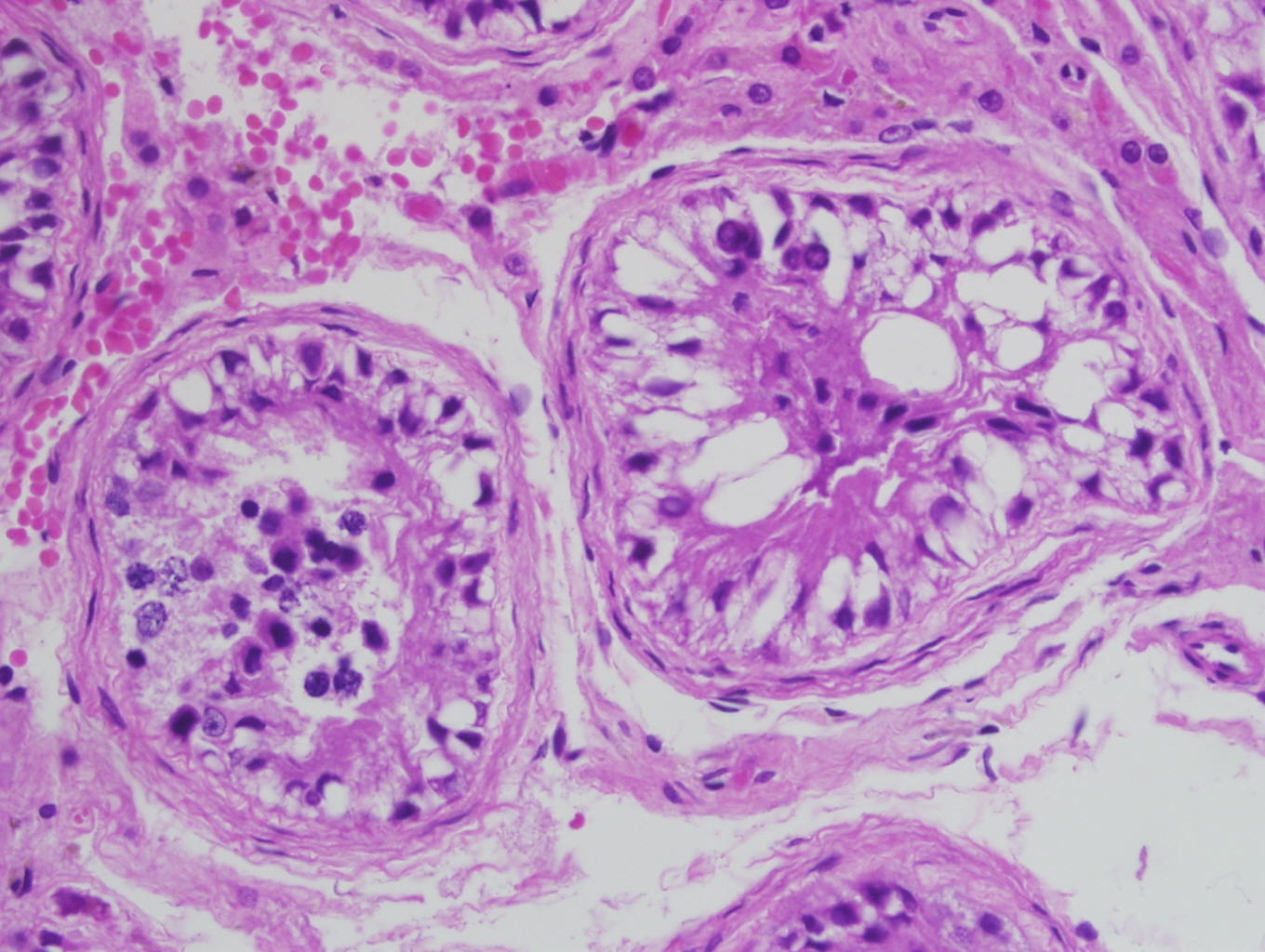
لوله های اسپرم ساز که توقف بلوغ را نشان می دهند.

تومور سلول‌های زایشی، یکی از سرطان‌های نادر است که می‌تواند در افراد با سنین مختلف، بروز پیدا کند. تا سال ۲۰۱۸ حدود ۳ درصد از سرطان‌ها در کودکان، نوجوانان و جوانان زیر ۱۹ سال، از نوع سرطان سلول‌های زایشی بوده‌است. این تومورها معمولاً در غدد جنسی ظاهر می‌شوند اما حضور این تومورها در نقاط دیگری از بدن از جمله لگن خاصره، شکم، میان‌سینه و مغز نیز گزارش شده‌است. دلیل ابتلا به این سرطان، ناشناخته است و تومورها می‌توانند بدخیم یا خوش‌خیم باشند.